# LAT2

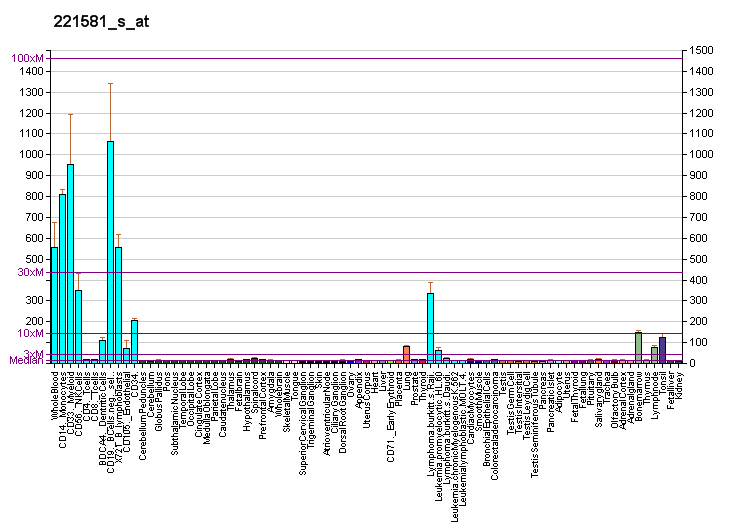
Patrón de expresión génica del gen LAT2.

El enlazador para la activación del miembro 2 de la familia de células T es una proteína que en humanos está codificada por el gen LAT2 .
Este gen es uno de los genes contiguos en 7q11.23 comúnmente eliminado en el síndrome de Williams, un trastorno del desarrollo multisistémico. Este gen consta de al menos 14 exones y su corte y empalme alternativo genera 3 variantes de transcripción, todas codificando la misma proteína.